# 옥과고등학교
옥과고등학교(玉果高等學校)는 대한민국 전라남도 곡성군 옥과면 율사리에 있는 사립 고등학교이다.

## 학교 연혁
- 1950년 12월 1일 : 옥과농민고등학원 설립인가
- 1951년 3월 1일 : 초대 교장 조용기 선생 취임
- 1951년 4월 9일 : 옥과농민고등학원 개교 및 제1회 입학식
- 1954년 4월 7일 : 재단법인 옥과농도숙 설립인가
- 1954년 4월 9일 : 옥과농업고등기술학교 개교
- 1966년 12월 19일 : 옥과농업고등학교 교명 및 학칙변경 인가
- 1971년 4월 24일 : 옥과종합고등학교로 교명 및 학칙변경 인가
- 1973년 12월 31일 : 옥과고등학교로 교명 및 학칙변경 인가(야간학급 신설)
- 1974년 3월 5일 : 근로 청소년을 위한 특별학급 설치인가
- 1989년 5월 29일 : 옥과고등학교 학칙변경 인가(산업체 특별학급 폐지)
- 1992년 1월 31일 : 옥과고등학교 학과개편 학칙변경 인가(전자계산기과 3학급 인가)
- 1998년 1월 15일 : 학교법인 우암학원으로 법인 명칭 변경
- 2005년 8월 27일 : 학교 신축 이전 ((구)옥과중 부지)
- 2007년 3월 14일 : 학칙변경 인가(보통과 5학급, 특수학급 1학급, 총 16학급)
- 2017년 9월 18일 : 인성예절교육관 '생각하는 사람들의 집' 준공
- 2025년 2월 7일 : 제69회 76명 졸업(총 10,698명)
- 2025년 3월 1일 : 제11대 교장 여운재 선생 취임
- 2025년 3월 4일 : 2025학년도 입학식(4학급 신입생 80명)

## 참고 자료
- 옥과고등학교 - 한국교육학술정보원 학교알리미